# Electriquette

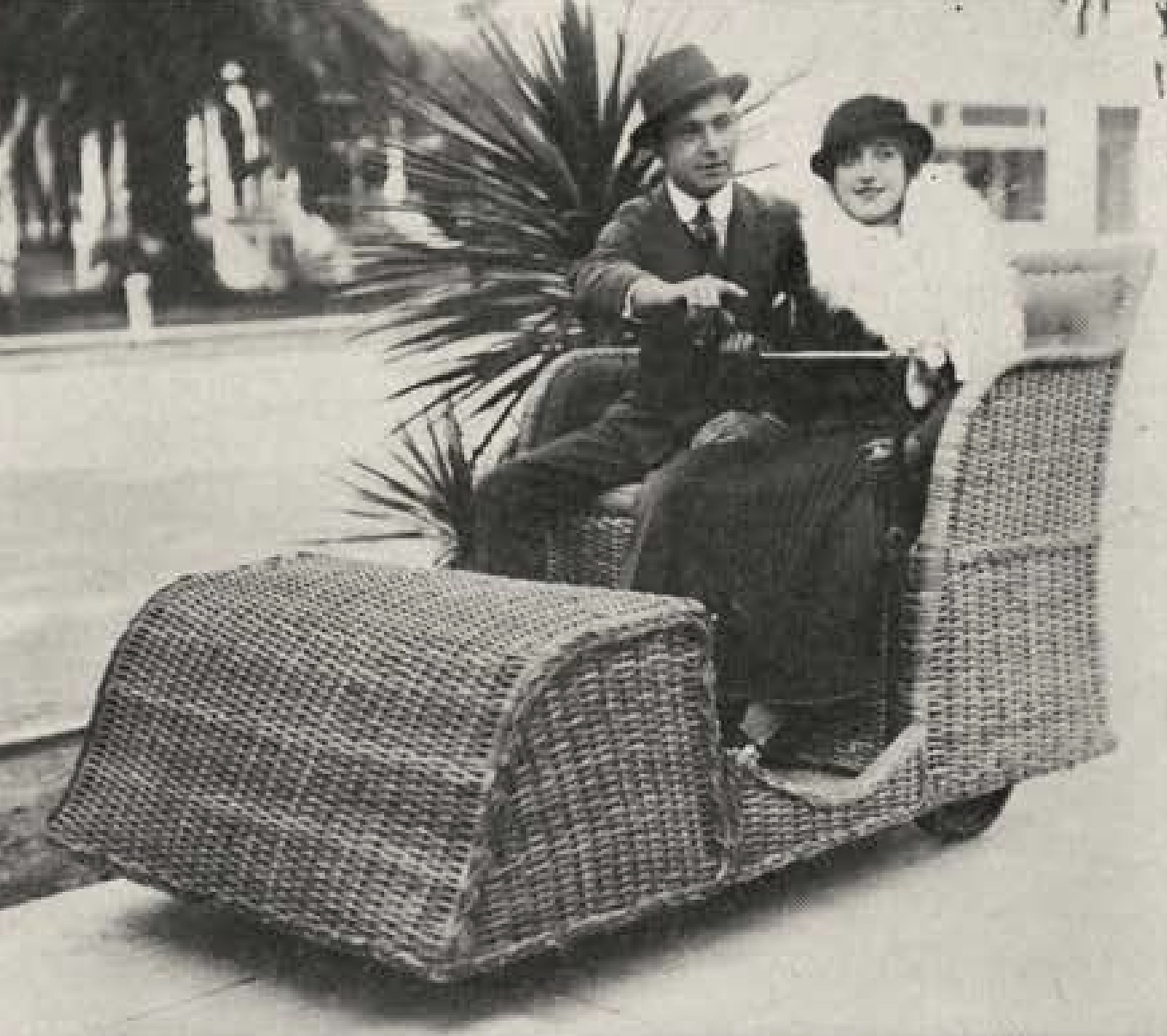
Un couple dans une Electriquette en 1915.

 (janvier 2025).
L'Electriquette est un véhicule électrique, à deux places avec une banquette et carrosserie en rotin, alimentée par batterie et utilisant un moteur General Electric. À la Panama–California Exposition de 1915 à San Diego, elle pouvait être louée pour 1 $ l'heure. Une variante a été fabriquée pour les vétérans handicapés de la Première Guerre mondiale. Si aucun modèle originel n'a été conservé, des répliques, conçues en 2016, ont été mises en service au parc Balboa à San Diego.

## Origine
Le concepteur de l'Électriquette, l'homme d'affaires Clyde H. Osborn, possédait une concession locale de voitures électriques. Osborn fonde l'Electriquette Manufacturing Company à Los Angeles et produit environ 200 exemplaires.
La presse d'Atlantic City décrit l'Electriquette comme un « fauteuil roulant à propulsion électrique pour deux personnes ». L'électricien qualifie le véhicule de « fauteuil roulant électrique ».
Aucun modèle originel n'a été conservé.

## Caractéristiques

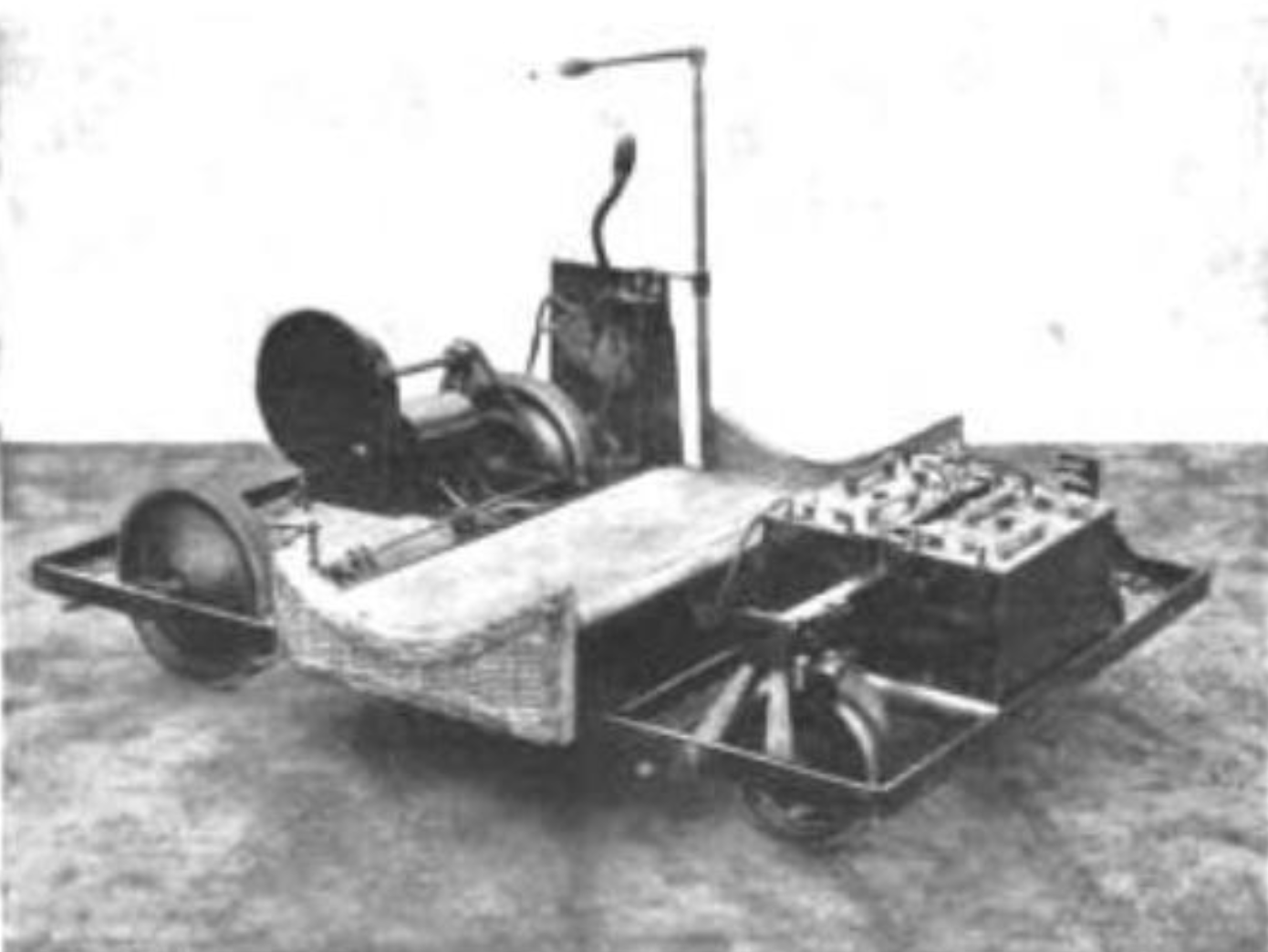
Châssis de l'Electriquette avec les batteries.

L'extérieur, en rotin épais, comportait des coussins d'assise. Les fauteuils pèsent 450 livres (200 kg) et l'autonomie de la batterie est de huit heures,. La conception est similaire à celle des poussettes en osier utilisées dans les établissements de bord de mer.
L'empattement est de 45 pouces (110 cm) et le châssis est un cadre d'acier de section carrée. Une batterie est montée à l'avant tandis qu'un moteur à engrenages est disposé à l'arrière. Les quatre roues sont en fonte, équipées de pneus en caoutchouc dur. Les roues avant de 10 pouces (25 cm) sont montées dans des roulements à douille pivotante avec une barre d'accouplement fixée au châssis. Les roues arrière de 14 pouces (36 cm) sont fixées au châssis. Le moteur General Electric (12 volts, 14 ampères, 2000 tr/min, classé GE-1042) développe 3/8 de cheval. La puissance est transmise par une chaîne à l'une des roues arrière dotée d'un pignon, l'autre étant dotée d'un frein à tambour que le conducteur enclenche à la main ou au pied,. Le véhicule avance ou recule avec une seule vitesse.
La garde au sol du véhicule est de 8 pouces (20 cm) et le siège mesure 38 pouces (97 cm) de large. Le conducteur dirige l'Electriquette à l'aide d'un levier (en avant pour démarrer, en arrière pour passer au point mort). Ce levier peut être relevé lorsqu'il n'est pas utilisé. L'Electriquette est dotée d'une cloche d'avertissement actionnée par la main gauche du conducteur.
La vitesse de pointe est de 3,5 mph (5,6 km/h). Cette vitesse ne peut être dépassée même en descente.

## Histoire

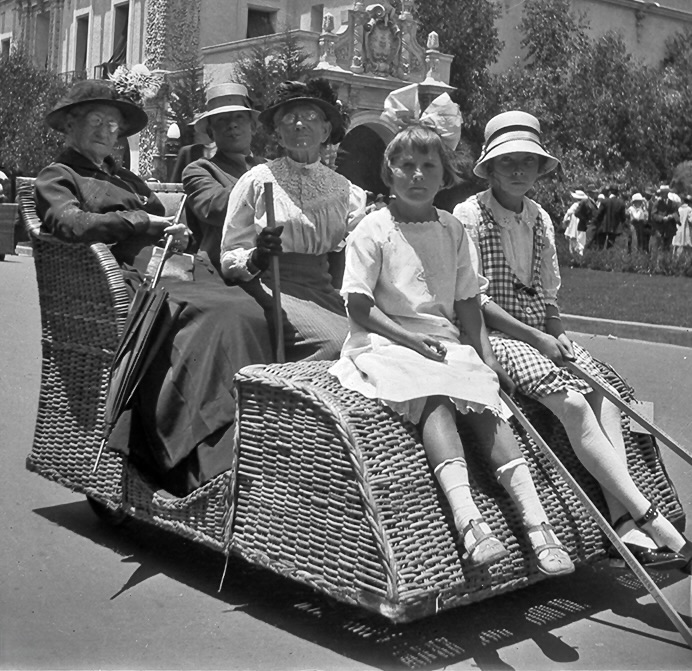
Cinq personnes dans une Electriquette en 1915.

L'Electriquette est dévoilée à la Panama–California Exposition de 1915 à San Diego. Plus de cent véhicules sont mis en service. Les fauteuils, numérotés, se louent pour un dollar de l'heure 1 $. Des bornes de test permettent de connaître le niveau de charge de la batterie.
Roscoe Arbuckle et Mabel Normand ont réalisé un film muet, Fatty et Mabel à l'Exposition universelle de San Diego, dans lequel ils font le tour de l'exposition à bord d'une Electriquette.
Le guide officiel de l'Exposition Panama-Californie de San Diego 1915 décrit le véhicule en ces termes : « La véritable façon, facile, élégante, confortable et luxueuse, de voir et d'apprécier l'Exposition est d'utiliser une Osborn Electriquette, qui remplace la poussette et le jinrikisha, désormais désuets. C'est le seul moyen de transport de passagers autorisé sur le terrain. Sa simplicité d'utilisation permet une utilisation sans expérience ; un enfant peut la conduire, c'est très amusant ».
Plusieurs établissements balnéaires de Venice, Santa Monica ou encore Palm Beach ont ensuite utilisé des Electriquettes,. Des variantes ont été fabriquées pour les vétérans handicapés de la Première Guerre mondiale.
En 2011, un entrepreneur nommé Sandor Shapery conçoit une nouvelle Electriquette d'après les dessins de l'architecte David Marshall ; l'expert en électronique Brad Hunter a également contribué au projet.
En 2015, l'aéroport de San Diego présente une réplique dans le cadre d'une exposition d'art célébrant le centenaire de l'Exposition Panama-Californie.
Le 14 août 2016, l'Electriquette redessinée, mise en service au Parc Balboa, est disponible à la location pour 15 dollar la demi-heure ou 25 dollars l'heure. Le coût de chaque réplique est d'environ 3 200 dollars.

## Galerie

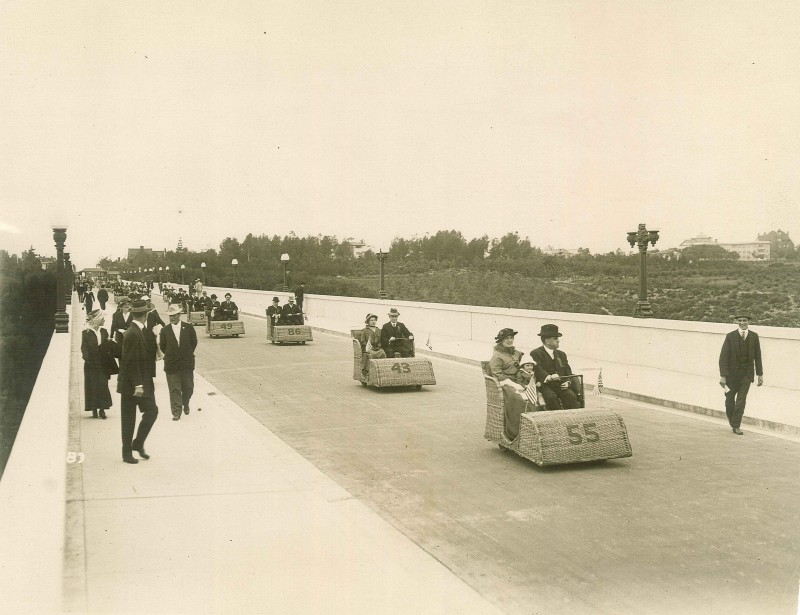
Electriquettes en 1915.
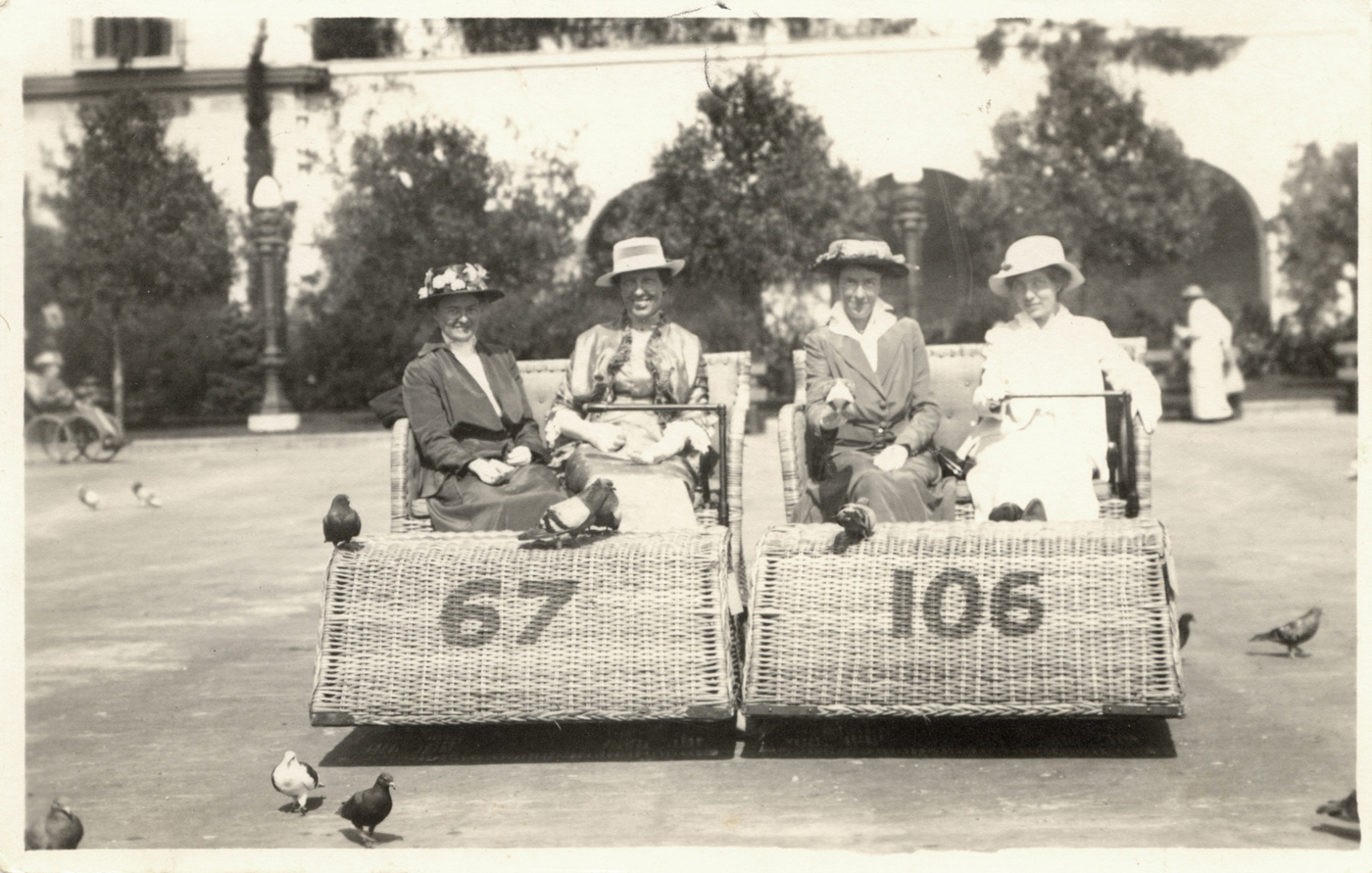
Deux Electriquettes en 1915.
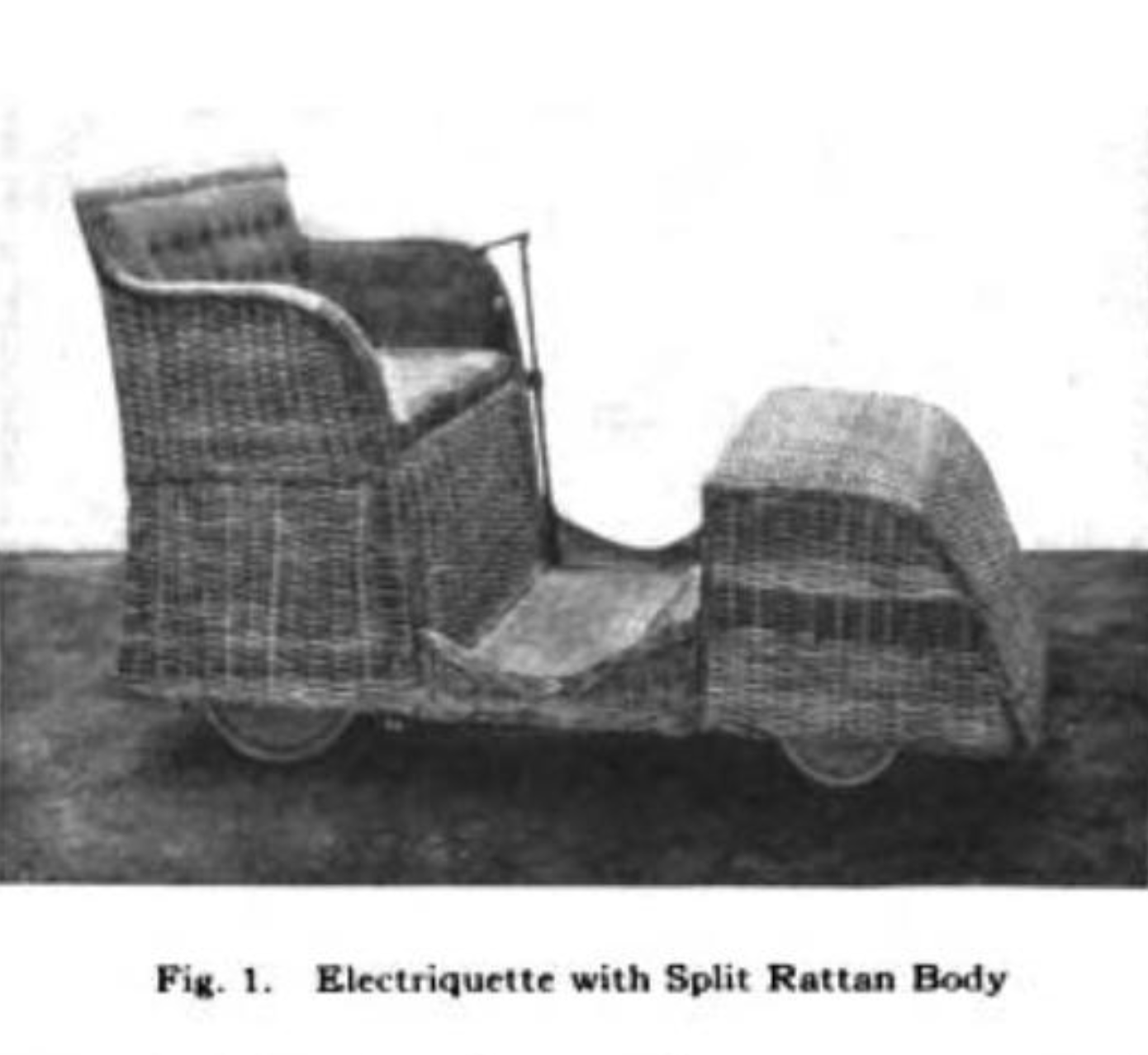
Corps d'Électriquette en rotin.